# Robert II Ballard
Pour les articles homonymes, voir Robert Ballard et Ballard.
Robert II Ballard (né vers 1572-1575, probablement à Paris - mort après 1650) est un luthiste et compositeur français.

## Biographie
Robert II Ballard est le fils de l'imprimeur en musique Robert I Ballard (et ne doit pas être confondu avec Robert III Ballard, aussi imprimeur de musique).
Il a reçu une formation musicale de la part d'Adrian Le Roy, cousin et associé de son père Robert I. Le premier acte qu'on possède sur lui, en 1600, le cite comme "valet de chambre du roi suivant la cour", neveu de Jehan Dugué [frère de sa mère Lucrèce Dugué], héraut d'armes des ordres du roi.
Il est irrégulièrement mentionné entre 1610 et 1645 comme joueur d'instrument de la Chambre du Roi, et entre 1610 et 1617 comme joueur d'instrument de la musique de la reine mère Marie de Médicis. Vers 1612 il sera aussi maître de luth du jeune Louis XIII.
Robert II se marie vers 1613 avec Madeleine de Merville, dont il aura Alexandre, aussi luthiste. Devenu veuf, il se remarie en octobre 1640 avec Catherine Faure. Il meurt peu après 1650.
Robert II avait un frère cadet prénommé Léon Ballard, joueur de luth de la Chambre du Roi comme lui autour des années 1610, mais qui n'a rien publié. Il est mort avant 1649.

## Œuvres

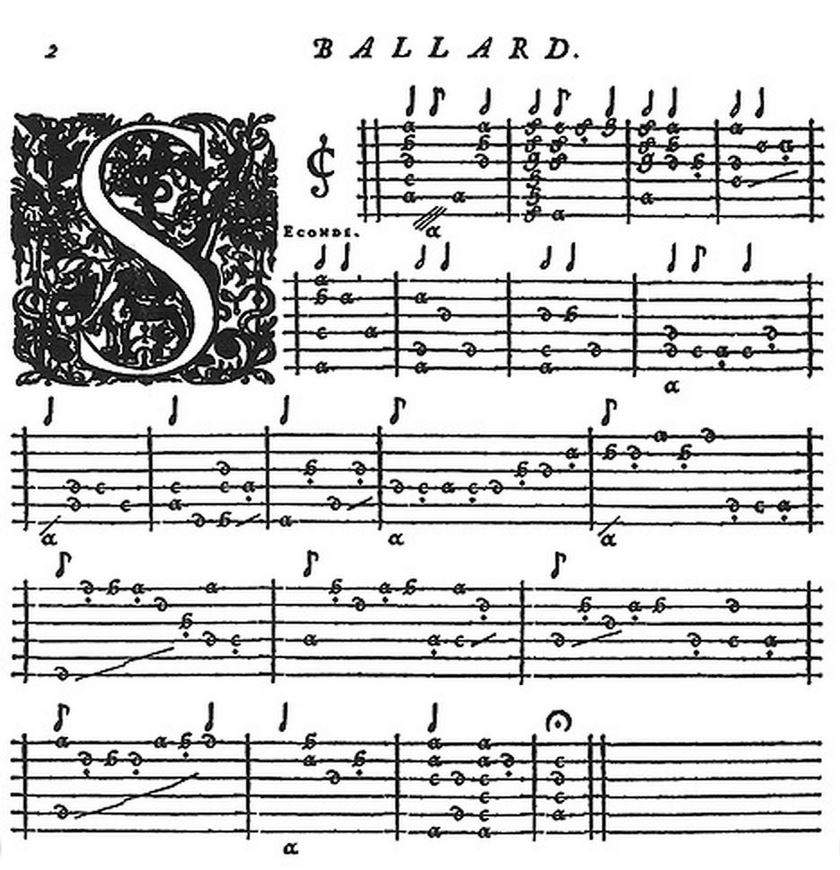
Une pièce de luth extraite du Premier livre de Robert II Ballard (Paris, 1612).

Robert II a uniquement composé des pièces pour luth, certaines ayant été écrites pour des ballets de cour.
Il publie deux recueils de pièces sous son nom :
- [Premier livre de luth]. Paris : Pierre I Ballard, [1612]. 2°, [4]-91-[1] p.  Unique exemplaire à Paris, Bibl. Mazarine. RISM BB 775 I,1. Guillo 2003 n° 1612-B. Dédicace à Marie de Médicis.

Ce livre contient surtout des airs de ballet, ainsi que des courantes, et des voltes. Éditions modernes :
Robert II Ballard. Premier livre (1611). Édition et transcription par André Souris et Sylvie Spycket, introduction historique et étude des concordances par Monique Rollin. Paris, 1963.
Robert II Ballard. Premier livre de tablature de luth, 1611. Fac-similé, présentation par Pascale Boquet et François-Pierre Goy. Courlay : Editions J.M. Fuzeau, 1995.
- Diverses pièces mises sur le luth. Paris : Pierre I Ballard, 1614. 2°, 54-[2] p. Unique exemplaire à Saint-Petersbourg, Bibl. nationale de Russie. RISM BB 775 I,2. Guillo 2003 n° 1614-D.

Ce livre contient aussi des pièces de ballet, puis des courantes, gaillardes, branles de la cornemuse et branles de village. Édition moderne :
Robert II Ballard. Deuxième livre (1614). Édition et transcription par André Souris, Sylvie Spycket et Jacques Veyrier. Étude des concordances par Monique Rollin. Paris : 1964.
- On connaît aussi une vingtaine de pièces supplémentaires copiées dans des recueils manuscrits de l'époque.

## Réception
Robert II Ballard est cité dans les Perroniana, un recueil d'anecdotes sur le cardinal Du Perron. Celui-ci avait dit, parlant du luthiste Vaumesnil : Ceux qui venaient d'Italie, après avoir ouï jouer ces grands joueurs de ce pays-là, rompaient leur luth quand ils l'entendaient. J'ai ouï autrefois jouer Ballard, mais il en approchait à 1000 lieux près.